# Scala mobile
Scala mobili (italiano para "escala móvel") foi o sistema de ajuste automático de salários utilizado de 1977 até o final da década de 1990 na Itália, em virtude do aumento do custo de vida. Seu uso, no entanto, foi gradativamente diminuido e finalmente abolido em 1992 sob pressão da Conferência das Indústrias (Confindustria), a associação de trabalhadores italianos.
No Brasil, esse sistema foi adotado durante o governo Sarney com o Plano Cruzado devido aos altos índices de inflação, onde passou a ser conhecida como escala móvel de salários, gatilho salarial ou ainda "seguro inflação".